# Faro di Mouro
Il faro di Mouro è un faro situato sulla piccola e rocciosa isola di Mouro di fronte alle coste della città di Santander nella Spagna settentrionale.
La struttura è gestita dall'autorità portuale di Santender.

## Storia
Il faro entrò in servizio il 15 febbraio 1860. Fu abitato da guardiani sino al 1921; non era raro che questi rimanessero bloccati sull'isola a causa delle violenti tempeste che imperversano il mar Cantabrico. Nel 1989 l'alimentazione a gas fino a quel momento utilizzata venne sostituita dall'energia fotovoltaica e la lanterna originaria venne rimpiazzata da una nuova. Nel 2004 viene installata da un elicottero una nuova lanterna nell'ambito di lavori di rinnovamento della struttura.

## Galleria d'immagini

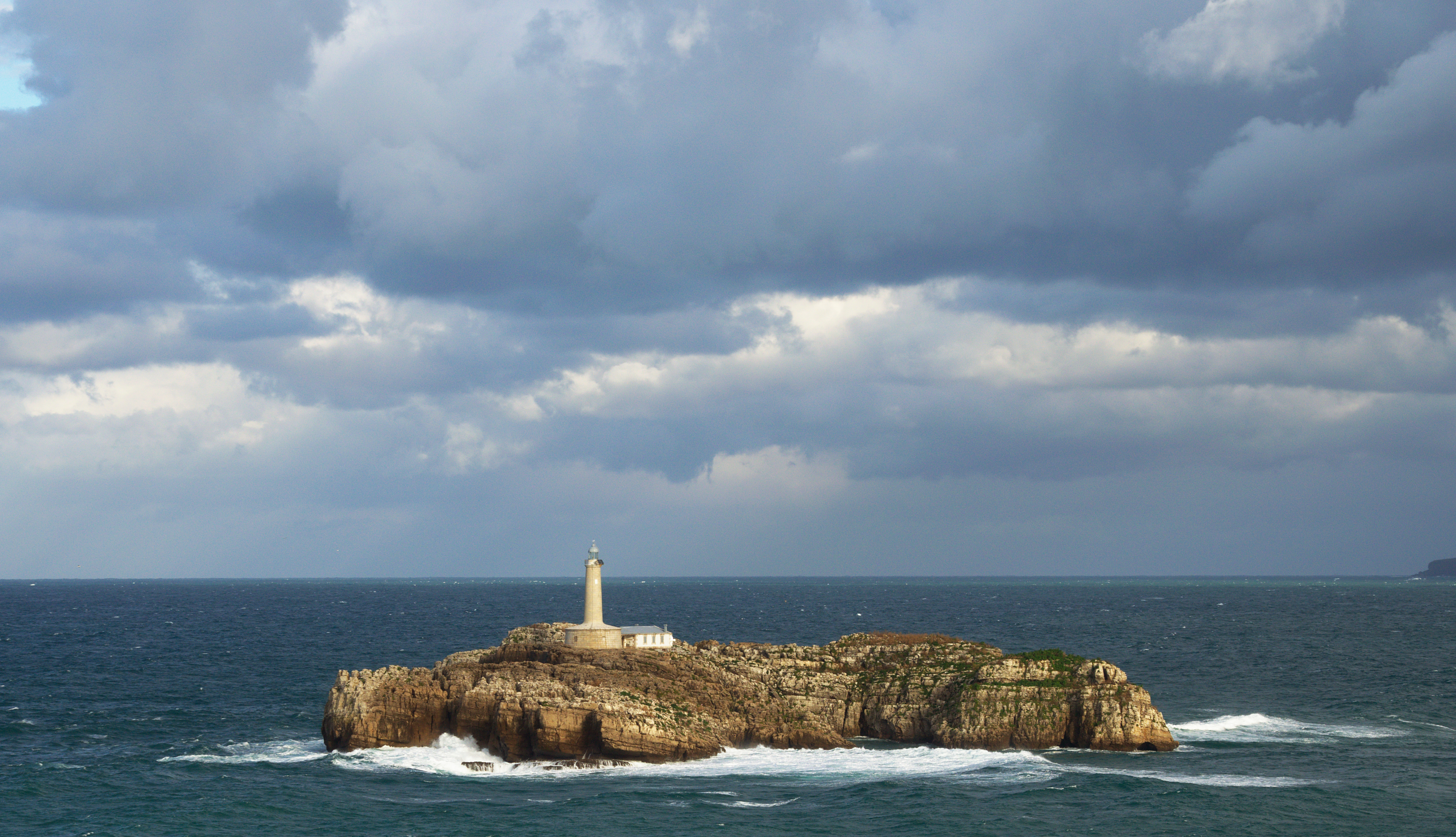
Veduta dell'isola e del faro di Mouro
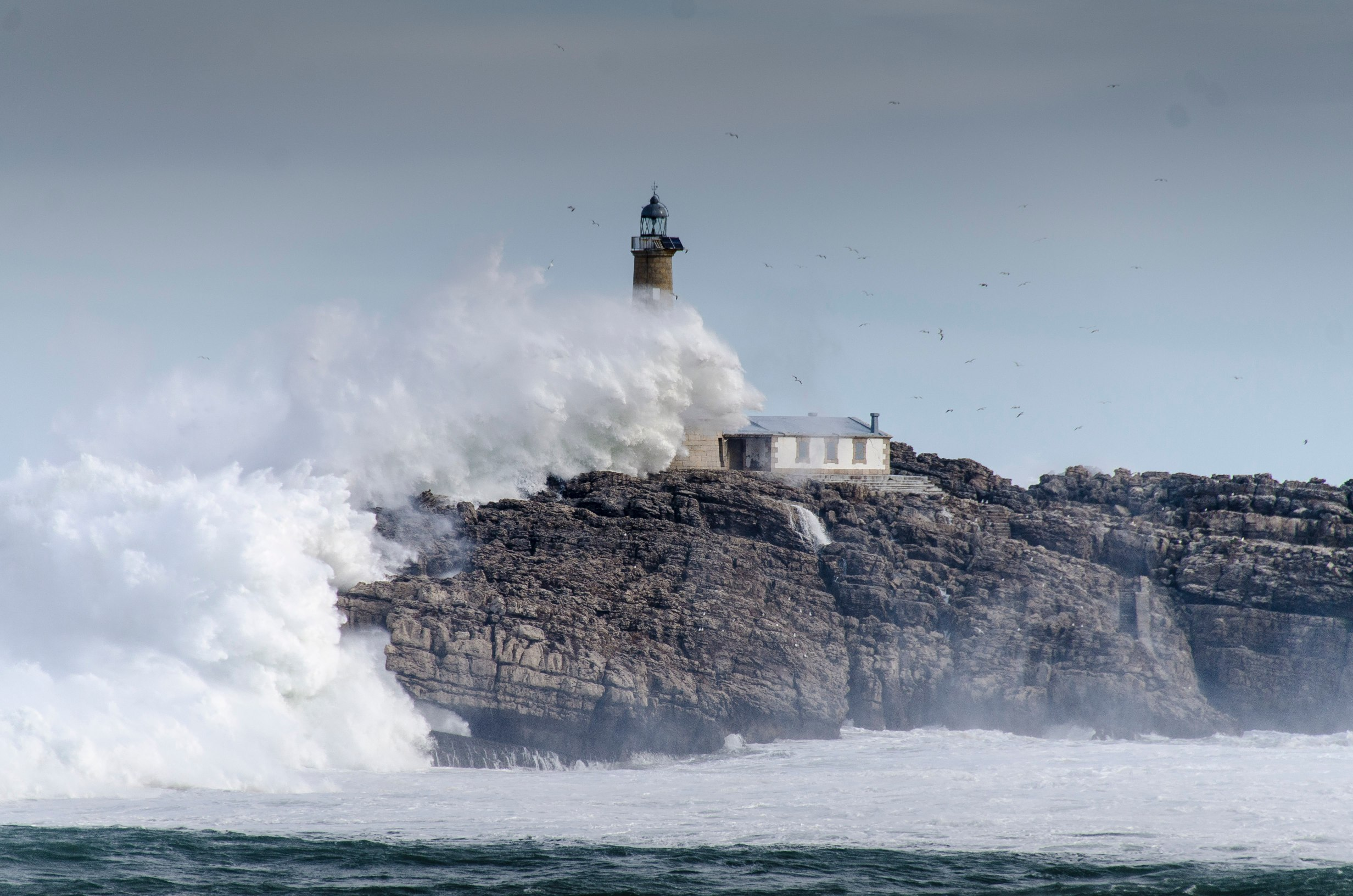
Il faro durante una tempesta
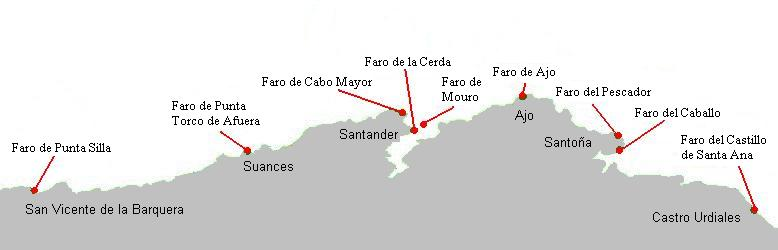
Mappa dei fari della Cantabria